# Gmina Fier-Shegan
Gmina Fier-Shegan (alb. Komuna Fier-Shegan) – gmina położona w środkowo-zachodniej części Albanii. Administracyjnie należy do okręgu Lushnja w obwodzie Fier. Jej południowa granica przebiega wzdłuż biegu rzeki Seman. W 2011 roku populacja gminy wynosiła 7023 osoby w tym 3473 kobiety oraz 3550 mężczyzn, z czego Albańczycy stanowili 78,97%  mieszkańców. 
W skład gminy wchodzi trzynaście miejscowości: Jeta e Re, Kosovë e Vogël, Fier-Shegan, Koçaj, Barbullinjë, Çinar, Sejmenas, Thanë, Çukas i Vjetër, Murriz-Kozarë, Qerret i Vjetër, Qerret i Ri, Biçakaj i Ri.